# Perick-Höhlensystem

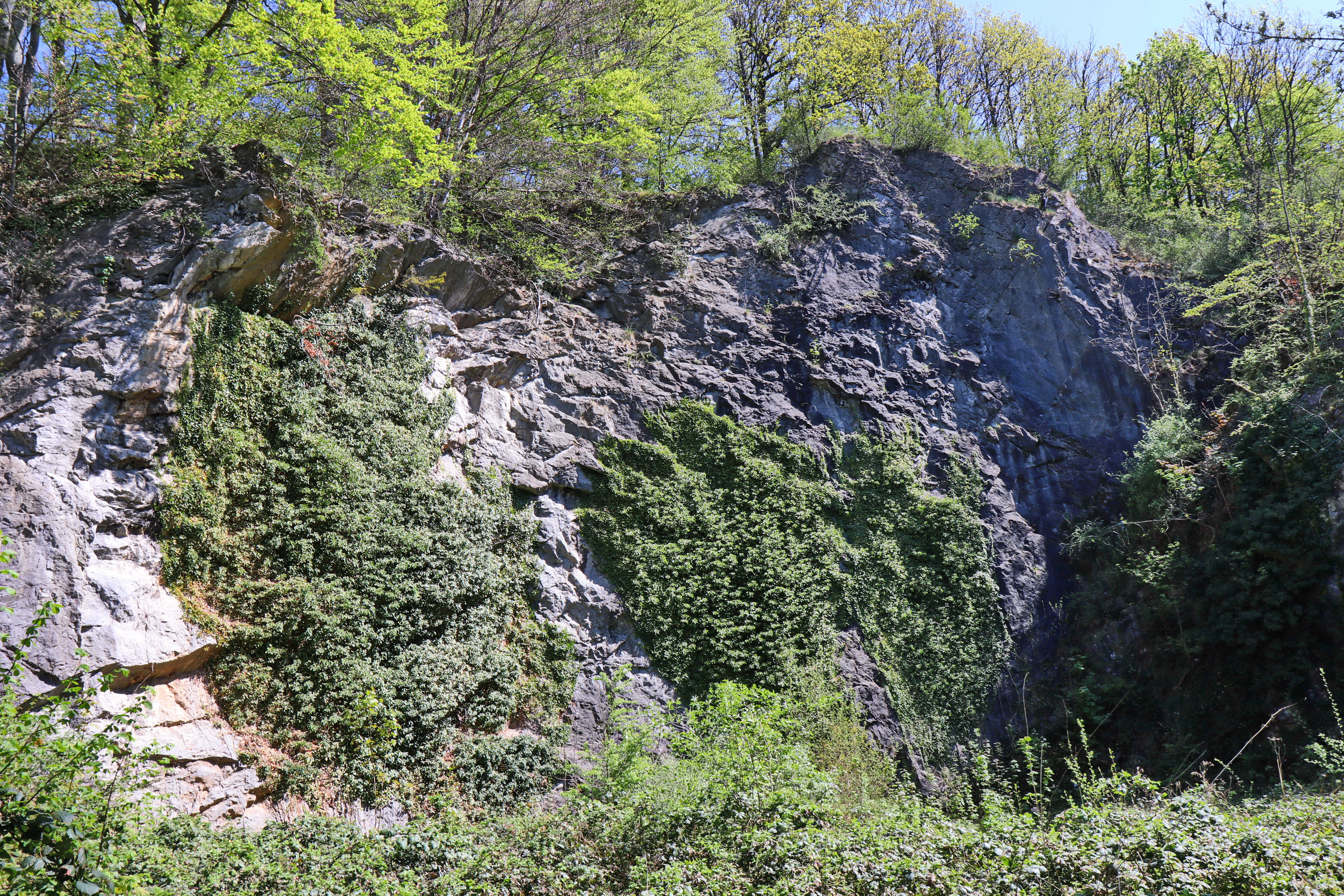
Die Von-der-Becke-Höhle, auch „Alte Höhle am Perick“ genannt, Teil des Perick-Höhlensystems bei Hemer

Zum Perick-Höhlensystem im Berghang zwischen dem Felsenmeer und Sundwig, einem Stadtteil von Hemer, zählen die Alte Höhle, die Prinzenhöhle, die Süntecker Luak und die als Schauhöhle betriebene Heinrichshöhle. Rund 3.100 Meter des Höhlensystems wurden bislang entdeckt.
Der Name Perick, den man früher auch Peerik, Perich oder Perrik schrieb, bedeutet Berg.